# Les Mazures

Les Mazures este o comună în departamentul Ardennes din nordul Franței. În 1 ianuarie 2022 avea o populație de 856 de locuitori.